# Demokratická liga Dardanie
 bez parametrů
Lidhja Demokratike e Dardanisë je originální název Demokratické ligy Dardanie. Tuto stranu založil v lednu 2007 Nexhat Daci poté, co se mu nepodařilo získat předsednictví v největší kosovské straně LDK. Dardanie je prastarý název Kosova.  